# CHAF1B
La subunidad B del factor 1 de ensamblaje de la cromatina (CHAF1B) es una proteína codificada en humanos por el gen CHAF1B.
El factor 1 de ensamblaje de la cromatina (CAF-I) es requerido para el ensamblaje de los octámeros de histonas en la replicación del ADN. CAF-I se compone de tres subunidades, p50, p60 y p150. La proteína codificada por este gen se corresponde con la subunidad p60 y es requerido para el ensamblaje de la cromatina tras la replicación. La proteína codificada es diferencialmente fosforilada de un modo dependiente de ciclo celular. Además, es normalmente encontrada en el núcleo celular excepto durante la mitosis, cuando es liberada al citoplasma. Esta proteína es un miembro de la familia H1R1 con repeticiones WD y puede estar también implicada en la reparación del ADN.

## Interacciones
La proteína CHAF1B ha demostrado ser capaz de interaccionar con:
- BAZ1B[4]
- ASF1B[5][6]
- ASF1A[6]